# Wolfgang Krodel
Pour les articles homonymes, voir Krodel.
Wolfgang Krodel ou Crodel dit l'Ancien, né vers 1500 à Schneeberg dans les monts Métallifères en Allemagne[réf. souhaitée], est un peintre allemand actif entre 1528 et 1561 à Schneeberg et issu de l'école de Cranach[réf. souhaitée]. Il est membre d'une famille d'artistes parmi lesquels figurent de nombreux peintres.

## Biographie
Wolfgang Krodel (dit l'Ancien), né vers 1500, est le frère de Martin Krodel et l'oncle de Matthias Krodel (dit l'Ancien). Il est actif à Schneeberg entre 1528 et 1561.